# شيم غولدبرغ
شيم غولدبرغ (بالبولندية: Chaim Goldberg)‏ هو نحات ورسام بولندي، ولد في 20 مارس 1917 في Kazimierz Dolny ‏ في بولندا، وتوفي في 26 يونيو 2004 في بوكا راتون في الولايات المتحدة.